# 熟語 (漢字)
漢字文化圏において、熟語（じゅくご）と称する語は、2字以上の漢字が結合した言葉のことである。構成要素が漢字であることを強調するために漢熟語あるいは熟字などと呼ぶこともある。日本語においては、複数の漢字で構成される単語として認識される。本項目では、特にことわりのない限り、この意味での「熟語」について解説する。
中国語における「熟語（shúyǔ）」という語は、常用される俚諺や格言といったニュアンスで用いられることが多く、むしろ「複合詞（fùhécí）」や「合成詞（héchéngcí）」あるいは単に「2字の並び」という意味の「駢字（べんじ、piánzì）」などの語の方が日本語で言うところの「熟語」に近いが、いずれも全く同義というわけではない。なお、中国語で「熟字（shúzì）」は、「よく知られている漢字」という意味になる。
なお、朝鮮語、ベトナム語についても、漢字に相当する語彙要素（字音形態素）が結合した言葉が数多く存在している。これについては、漢語系語彙にある各項目を参照のこと。

## 熟語の形態論
原則的に漢字は、1字ごとに意味を有しているが、複数の漢字が結合して1つの意味をもつ言葉になることがある。例えば、「鉛」「筆」という2つの漢字が結合した「鉛筆（えんぴつ、qiānbǐ）」という言葉は、日本語でいうところの典型的な熟語である。以上のような漢字の造語機能を専門的には「漢字連接」と呼ぶこともある。
中国語においては原則的に1字が1単語を表し、特に文語である漢文においてはこの傾向が著しく、2字以上の漢字の結合もある種の連語的表現とみなすことができた。これが漢字が「表語文字」と呼ばれる理由である。なお、中国文学者の高島俊男は、このような2字の漢字の結合のことをやや諧謔的な文脈ではあるが「単語というより『くみあわせ語』などと言ったほうがふさわしかろう」と表現している。
言語学的には、語彙イディオムの一種とみなすことができる。漢字1字を取り出してみると、中国語においては、「鉛（qiān）」「筆（bǐ）」がそれぞれ単独で1つの単語となることのできる自由形態素とみなすことができる。
これに対し、日本語の場合は、「鉛（えん）」も「筆「ひつ/ぴつ」」も単独では意味が通じない拘束形態素となっている。もちろん日本語においても、ほぼすべての漢字がそれぞれ個別に意味を持っているが、日本語における漢字は多くの場合、対応する和語による訳語（訓読み）が充てられるため、上記「鉛」「筆」の例のように、漢字の字音は、熟語を作るためのみに存在する拘束形態素となることが多い。ただし、「肉体」における「肉（にく）」、「地球」における「球（きゅう）」など、自由形態素となる字音語も存在する。以上のような議論から、日本語において漢字を、意味をもつ最小単位であるとして、表意的な「形態素文字」と表現する者もいる。
また、中国語においても、近世以降の文章、とりわけ白話（口語）では、「椅子（yǐzi）」における「子（zǐ/zi）」のように語調を整えるのみの漢字も観察され、これに類する漢字は拘束形態素であるといえる。

### 熟語と複合語
言語学において単語は、単純語と複合語に分類されるが、漢字の結合という意味での熟語の概念をこれに適用する際、しばしば問題が生ずることがある。
例えば前記「鉛筆」について考えてみると、中国語では「qiān」「bǐ」という2つの単語から構成されていると意識されるため複合語に分類可能であるのに対し、日本語の「えんぴつ」は2つの単語（あるいは内容形態素）に分割することができないため、複合語とはみなしがたい。また「銀行」のような語は、「銀」（通貨を意味する）、「行」（業者を意味する）から構成され「通貨を扱う業者」という語源をもつが、日本語において単に「ギンコー」と発音された場合、そのような語源が意識されることは少ないという。同様に「国際」「生活」「意味」「政治」「文化」「理由」など、日常用いる熟語のうち機能的に単純語として意識される語は少なくなく、日本語文法の観点からも単純語として差し支えない。
また、言語学において、内容形態素に接辞が付加された語を派生語と呼ぶことがある。日本語における「長文」などの語は、「文（ぶん）」を内容形態素、「長（ちょう）」を接頭辞とみなせば、派生語とみなすことができる。一方で「大木（たいぼく）」のような語の場合、「ぼく」という単語が存在しないため、派生語とは言いがたい。このように日本語の漢字連接には派生の原理を適用しにくい場合が多く、一律な分類は難しい。
日本語においても明らかに2つの内容形態素に分割できる漢熟語には「鉄棒」「熱愛」などがあるが、例えば「頭脳」における字音「頭（ず）」が「頭が高い」のような一部慣用句においてのみ自由形態素となることもあり、漢熟語における単純語と複合語の境界は曖昧である。
欧米系の言語学においては、このように接辞と単語の中間的な形態素をもつ語を「連結形」（combining form）などと呼ぶこともある。例えば、英語の“biography”（伝記）という単語は、“bio-”（生活の）と“-graphy”（文書）という2つの要素に分析することができるが、通常これらが自立した語として用いられることはない。
「大阪（おおさか）」と「神戸（こうべ）」をあわせて「阪神（はんしん）」と読み方が変わる現象がみられるなど、日本人は語の発音よりもむしろ、その語に対する漢字表記がもつ表意性を念頭に語彙化を行っているという報告がある。この観点からは先の「大木（たいぼく）」の例は、和語である「き（木）」の一種の派生と解釈可能である。近年では漢字の語構成は伝統的な形態論ではなく、むしろ認知心理学や心理言語学の分野で研究が進められている（#和語まで拡大した分類と心理言語学も参照）。

### 和語と熟語
本来、漢字は漢語を表現するための文字であり、狭義の熟語は複数の漢字から構成される漢語であると定義される。一方で、固有語（和語）においても漢字の表記が存在する日本においては、ある種の複合語が、表記上あたかも漢字同士が結合したものであるかのようにふるまうものがある。例えば、「つき（月）」と「ひ（日）」が複合した「つきひ」という単語は、「月日」と表記することもでき、これも漢字による熟語であるとみなされることが多い。この種の語の中には、「おほね」→「大根（だいこん）」、「ものさわがし」→「物騒（ぶっそう）」のように漢字を介して和語から字音語に転換したものも存在するという。また、「ほたる」「えくぼ」のように、「蛍」「靨」と漢字1字で表記できる和語を、その語源を重視して「火垂」「笑窪」と漢字2字で表現する例もある。
また、日本語には「夕刊」のような和語と漢語が複合してできた混種語（和漢混淆語）も数が多い。これらも純粋な字音語と表記上の区別をする必要がなく、「重箱読み」ないし「湯桶読み」などと呼ばれる特殊な読み方をする熟語（混読語）として分類されている。
和語や和漢混淆語を漢字で表記する上で送り仮名はしばしば問題となる。内閣告示「送り仮名の付け方」（昭和48年告示、昭和56年改正）において、本項目でいう熟語は「漢字の訓と訓、音と訓などを複合させ、漢字二字以上を用いて書き表す“複合の語”」と表現されている。この告示の通則6によれば、「乗り換え」（和語）、「封切り」（和漢混淆語）のように単独の語と同様送り仮名をつけることが一応の目安とされているが、読み間違えるおそれがなければ「乗換」「封切」のような漢字のみの表 記も許容されている。さらに同告示通則7によると、「物語」（和語）、「消印」（和漢混淆語）のような一部の語は、読みの慣用が定着しているため、通常送り仮名をつけないものとしている。
なお、「桜桃（おうとう、yīngtáo）」に対する「さくらんぼ」のような例は、熟字訓と呼ばれ、文字通り2字以上の既存の漢語（熟字）に、適当な和語の訳語（訓）をあてている。少数ではあるが「仙人掌（せんにんしょう、xiānrénzhǎng）」に対する「サボテン」のように外来語の訓も存在する。これとは逆に既存の和語やそれに準ずる外来語などに2字以上の適当な漢字をあてた「寿司（すし）」「相撲（すもう）」「合羽（かっぱ）」のような例もある。これはあて字と総称され、元来の和語に漢字をあてはめただけのものなので本来の訓とは異なるものであるのだが、広義の熟字訓とみなす立場もある。あて字も漢字の結合の一種であり、熟語の範疇に含まれることもあるが、例えば「九十九折（つづらおり）」のように字数がかさむものも多く、熟語とみなすことに対する違和感を指摘されることもある。また、あて字の中でも「我武者羅（がむしゃら）」のような全体の意味とひとつひとつの字義に乖離のあるものは、熟語というより言葉遊びの類とみなすべきだろう。
以上のように、日本語において漢字で表記されうる語は漢語にとどまらず、その柔軟性も高い。最近では、より広い意味で「漢字語」という枠組みを提唱する山田俊雄のような者もいる。

### 熟語の複合
本来漢字は、分析的言語（孤立語）である中国語を表すための文字であるので、文字同士の結合力が非常に強く、日本語においても複合規則が繰り返し適用されれば、いくらでも長い複合語を作ることができるという。「経済政策」（4字）、「永世中立国」（5字）、「原子力発電所」（6字）、「青年海外協力隊」（7字）、「睡眠時無呼吸症候群」（9字）は全て一つの単語とみなせるものである。
哲学者・評論家の加賀野井秀一は以下のような架空の組織を例にとり、漢字の造語力を説明している。
全日本大学教育振興検討委員会関東支部付属言語教育部会議長決定通知受領……
ただ、これらは2字ないし3字程度の自由形態素に分割することができ、形態素同士の熟合度（イディオム性）が低いことが多いため、全体で一つの熟語とみなさないこともある。例えば「経済政策」という単語は、「経済」「政策」という二つの自由形態素が緩く結びついた熟合度の低い複合語であるため、一つの熟語とはみなさない立場もある。
また日本語において、新聞の見出しや広告などで「婚約発表」「本日発売」などのように単語というより、むしろ文に相当するともみられる結合形態もあり、これは一般には熟語とはみなされない。同様の結合形態を作家の井上ひさしは次のような例を用いて説明している。
抽象思考能力欠落気味三人子持中年文筆労働者万年筆乞食……
この例は付属語などを補うことによって「（私は）抽象的な思考をするための能力が欠落気味であり三人の子持ちで中年である文筆を主とする労働者であり万年筆を乞食のように……」のように解釈することができ、意味的にはもはや完全な文のようにふるまっている。
以上のような強い造語力は主に漢語の特徴によるものである。例えば「肥満児童対策保護者懇談会」といった語は全て漢語で構成されており、同様の内容を和語で表現するならば「太りすぎの子を持つ親たちの集まり」のように説明的な表現にならざるをえない。

## 熟語の読み

### 日本語
日本における漢字の多くがそれぞれに呉音や漢音など複数の字音をもっている。例えば「文書」という漢語は「もんじょ」（呉音）と「ぶんしょ」（漢音）という二つの読み方があり、微妙に異なった語感がある。歴史的には漢音が漢語の読み方として正統に最も近いものとされている。例えば「停止」という漢語の読みは、古くは「ちやうじ」（慣用音）であったが、現在は「ていし」（漢音）と読むのが一般的になっているように、一部熟語では読み方が整備されつつある。ただ「埋没（まいぼつ）」のように呉音（まい）と漢音（ぼつ）を混用したものや「詩歌（しいか）」、「夫婦（ふうふ）」、「格子（こうし）」のような慣用音など、変則的な読みは現代でも多く残っている。また日本語における字音には、「合作（がっさく）」における促音化、「反応（はんのう）」における連声、「暗算（あんざん）」における連濁など、音韻に変化がみられるものも多く、熟語の読みを複雑なものにしている。
字音により意味を変える多音字もしばしば観察される。例えば「卒」の字は、摩擦音の系列（呉音：そち、漢音：しゅつ、慣用音：そつ、拼音: shuài）と流音の系列（呉音：りち、漢音：りつ、拼音: lǜ）の2種類の読み方があるが、前者は「引率（いんそつ）」、「統率（とうそつ）」のように「ひきいる」という意味で用いられるが、後者は「確率（かくりつ）」、「比率（ひりつ）」のように「割合」という意味で用いられる。
熟語の範疇に和語を加えるとさらに複雑になる。例えば「父母」には、「ぶも」（呉音）、「ふぼ」（漢音）、「ちちはは」（正訓）、「かぞいろ」（熟字訓）、「おや」（あて字もしくは義訓）など様々な読み方があり、それぞれ語感や用法が異なっている。また和語同士を複合させる際にも「こゑ（声）」と「いろ（色）」で「こわいろ（声色）」、「とこ（常）」と「いは（盤）」で「ときは（常磐）」、「あき（秋）」と「あめ（雨）」で「あきさめ（秋雨）」になるなど音韻の変化を考慮する必要がある。
また、漢字の字音と字訓を複合させた和漢混淆語（混種語）の存在も無視できない。和漢混淆語は、漢字の読みという観点からは「混読語」とも呼ぶ。混読は「雑（ぞう）」と「き（木）」で「雑木（ぞうき）」のように「音-訓」の組み合わせである重箱読み、「ゆう（夕）」と「刊（かん）」で「夕刊（ゆうかん）」のように「訓-音」の組み合わせである湯桶読みに細分され、日本語における変則的な漢字の用法ということで、非日本語話者向けの日本語教育の際などにおいて特に注意が払われている。
さらに「百足（むかで）」「燐寸（まっち）」のようなあて字を漢語的に「ひゃくそく」「りんすん」などと音読みすることもある。また、同じ意味の並列の語でも「凹凸（おうとつ）」「左右（さゆう）」は音読みで、「凸凹（でこぼこ）」「右左（みぎひだり）」は訓読みである。略語においては、大阪（おおさか）と神戸（こうべ）をあわせて「阪神（はんしん）」と読み方が訓から音へ変わるなどといった現象もみられる。中国文学者の加納喜光は、このような読み方を「スイッチ読み」と呼んでいる。
以上のように日本語における熟語の読みは非常に恣意的であり、その語源や意義を無視したものすら存在する。すなわち「社会的慣習でそのように読む」という以上の意味を持たないものである。また、一部新語においては、辞書によってそれぞれ異なる読み方で解説している例もあり、「大地震（だいじしん／おおじしん）」のようにどちらの方が読みとして正当であるのか確定しづらい語も多く存在するという。
言語学者の中川正之は、「冷酒（れいしゅ/ひやざけ）」など複数の読みを持つ熟語を比較して、訓読み、呉音、漢音の順に抽象性や分類性が高くなる傾向があると結論付けている。
また、通常の読み方では、誤解を生じうる同音語が存在する場合は、「私立（わたくしりつ）」「市立（いちりつ）」と変則的な読み方をしたり、「工業（えこうぎょう）」「鉱業（やまこうぎょう）」のように説明的な注釈を加える慣例ができつつあるという。

### 中国語
中国語における漢字の読み方は、方言や時代によって発音に大きな差異があるものの基本的に一通りのみである。注意すべき点として、字音で意味を弁別する多音字や、漢字同士の結合により声調が失われる軽声などの存在が挙げられるが、母語話者でさえ間違えることのある日本語の漢字と比較すれば、中国語の漢字の読み方ははるかに単純であるといえる。

## 漢文訓読における熟語
漢文を日本語の文法や語彙に直訳して解釈する方法である漢文訓読の際、熟語は複数の漢字を一つの単語として読む部分のことを指し、「如何（いかん）」「所謂（いはゆる）」などの熟字訓を除けば通常音読みされる。
例として、李白の『静夜思』を挙げる。文中の下線部が熟語である。
| 原文       | 書き下し                                                        |
| ---------- | --------------------------------------------------------------- |
| 牀前看月光 | 牀前（しやうぜん）月光（げつくわう）を看（み）る                |
| 疑是地上霜 | 疑（うたが）ふらくや是（こ） れ地上（ちしやう）の霜（しも）かと |
| 挙頭望山月 | 頭（かうべ）を挙（あ）げて山月（さんげつ）を 望（のぞ）む       |
| 低頭思故郷 | 頭（かうべ）を低（た）れ故郷（こきやう）を思（おも）ふ          |

ところで漢字は表語性が非常に高く、原則的に1字が1語を表現するものと解釈でき、殊に古典中国語である漢文においてはこの傾向が強い。したがって例中で挙げた「牀前」、「月光」、「地上」、「山月」、「故郷」の各熟語も漢文訓読の規則に従えばそれぞれ「牀 （とこ）の前（まへ）」、「月（つき）の光（ひかり）」、「地（つち）の上（うへ）」、「山（やま） と月（つき）と」、「故（ふる）き郷（さと）」のように、1字ずつ日本語（大和言葉）の表現に逐語訳することが可能である。
しかし、このような過度な逐語訳は訳文として冗長であり表現として不自然になることが多い。また、漢字同士が強く結合し一種の慣用表現（イディオム）をなす場合、逐語訳によって元の文の意味が不透明になることもある。例えば上記の「牀前」は実際には「就寝する前に」という意味であるのだが、これを「とこのまへ」という逐語訳から想起するのは困難である。
以上のように訓読があまり意味をなさない箇所を適宜熟語として対処することは、漢文を解釈する上で有利にはたらくのである。
歴史的には、漢文が日本に流入しはじめた上代から平安初期においては、訓読にも工夫を凝らし、できるかぎり日本語の文章として自然なものとする努力が行われていたようである。しかし、時代を経るにつれて訓読が機械的かつ還元的なものになり、訓読文における漢熟語の割合も増加していったという。これは儒学などの中華思想が日本において地位を得るにつれて、平易で非分類的な大和言葉に噛み砕かれた訓読文では、漢文を正確に解釈する際の支障となると考える者が増えていったからという見方がある。
なお、実質的な意味を持たず単に語調を整えるのみの字などが積極的に表記されるようになった近世以降の白話やこれを踏襲した現代中国語が、訓読されることはほとんどない。仮にこれらを機械的に訓読した場合、見慣れない熟語が多くなり、かえって煩雑な文になるからである。

## 熟語の構造と分類

### 漢字の表語性と熟語
前述のように漢字は表語文字と しての側面が強く、漢文において、先に挙げた「牀前」、「月光」のような複数の漢字が並びが一つのまとまった意味をなす表現においても、それを 構成する漢字のそれぞれが単独の語とみなすことができるため、どこからを熟語であるとみなすかは恣意的なものになりやすい。逆の見方をすると、漢文において熟語と称される表現は、それ自体が複数の単語が並んだ連語表現とみなすことができ、熟語を構成する漢字は形態論というよりむしろ統語論的な規則にしたがって配列しているということがわかる。

#### 統語的構造
以上のような漢字の性質を踏まえ、漢籍に出典のある表現のうち、現代の日本語において漢熟語とみなされている語の構造として、より統語的である、1.主述構造、2.補足構造、3.修飾構造、4.認定構造の例を以下に挙げる。なお、参考として現代中国語における発音を併記したが、これらは必ずしも現代中国語として通用する表現とは限らない。
|            | 熟語 | 音読み     | 中国語読み | 備考                                                                               |
| ---------- | ---- | ---------- | ---------- | ---------------------------------------------------------------------------------- |
| 1.主述構造 | 雷鳴 | らいめい   | léimíng    | 述語を動詞とみなし「雷（かみなり）鳴（な）る」と訓読できる。                       |
| 1.主述構造 | 年長 | ねんちょう | niánzhǎng  | 述語を形容詞とみなし「年（とし）長（たか）し」と訓読できる。                       |
| 2.補足構造 | 飲酒 | いんしゅ   | yǐnjiǔ     | 「動詞+目的語」の形（動賓構造）とみなし「酒（さけ）を飲（の）む」と訓読できる。    |
| 2.補足構造 | 即位 | そくい     | jíwèi      | 「動詞+補語」の形とみなし「位（くらゐ）に即（つ）く」と訓読できる。                |
| 3.修飾構造 | 美人 | びじん     | měirén     | 修飾語を形容詞、被修飾語を名詞とみなし「美（うつく）しき人（ひと）」と訓読できる。 |
| 3.修飾構造 | 月光 | げっこう   | yuèguāng   | 修飾語、被修飾語を名詞とみなし「月（つき）の光（ひかり）」と訓読できる。           |
| 3.修飾構造 | 流水 | りゅうすい | liúshuǐ    | 修飾語を動詞、被修飾語を名詞とみなし「流（なが）るる水（みづ）」と訓読できる。     |
| 3.修飾構造 | 既知 | きち       | jìzhī      | 修飾語を副詞、被修飾語を動詞とみなし「既（すで）に知（し）る」と訓読できる。       |
| 3.修飾構造 | 多読 | たどく     | duōdú      | 修飾語を形容詞、被修飾語を動詞とみなし「多（おほ）く読（よ）む」と訓読できる。     |
| 4.認定構造 | 可憐 | かれん     | kělián     | 「可能の助動詞+動詞」の形とみなし「憐（あは）れむべし」と訓読できる。              |
| 4.認定構造 | 被覆 | ひふく     | bèifù      | 「受身の助動詞+動詞」の形とみなし「覆（おほ）はる」と訓読できる。                  |

#### 並列構造
同等の語を並列させ、一つの語とするいわゆる「並列構造」は類義語によるものと対義語によるものの二つに大別される。
このうち類義語を並列させた構造は非常に数が多い。これは以下のような理由による。
漢語の本家である中国語において、一つ一つの単語は単音節的であり、1字が1語を表現する漢字は原則的に1音節の読みしかもたない。しかしその一方で中国語は古代のものに比べ、音韻がより単純なものへと徐々に変化していった。このような過程で1音節では語の弁別が困難になるという事態が生じ、その結果、並列構造の漢語は増加し続けてきたという。現代中国語においては、例えば「みる、目に入れる」という意味の「看見（kànjiàn）」のように、類似した意味の漢字を二つ並べた表現は多い。
日本語においても、例えば「製造」「製作」「造作」「創作」「創造」…といった漢語は、すべて「つくる」という意味だが、それぞれの有する微妙な意味やニュアンスの違いが区別されているという。
|              | 熟語 | 音読み     | 中国語読み | 備考                                                                                            |
| ------------ | ---- | ---------- | ---------- | ----------------------------------------------------------------------------------------------- |
| 類義語の並列 | 身体 | しんたい   | shēntǐ     | 似た意味の名詞が2つ並列したものとみなし「身（み）と体（からだ）と」と訓読できる。               |
| 類義語の並列 | 永久 | えいきゅう | yǒngjiǔ    | 似た意味の形容詞が2つ並列したものとみなし「永（なが）くて久（ひさ）し」と訓読できる。           |
| 類義語の並列 | 把握 | はあく     | bǎwò       | 似たの意味の動詞が2つ並列したものとみなし「把（と）りて握（にぎ）る」と訓読できる。             |
| 対義語の並列 | 山河 | さんが     | shānhé     | 2つの名詞を対照的に並列したものとみなし、「山（やま）と河（かは）と」と訓読できる。             |
| 対義語の並列 | 東西 | とうざい   | dōngxī     | 反対の意味の名詞が2つ並列したものとみなし「東（ひがし）と西（にし）と」と訓読できる。           |
| 対義語の並列 | 美醜 | びしゅう   | měichǒu    | 反対の意味の形容詞が2つ並列したものとみなし「美（うつく）しきと醜（みにく）きと」と訓読できる。 |
| 対義語の並列 | 往来 | おうらい   | wǎnglái    | 反対の意味の動詞が2つ並列したものとみなし「往（ゆ）くと来（く）ると」と訓読できる。             |

#### その他の類型
その他の類型は以下に列挙する。
- 「林立（りんりつ、línlì）」などの語は「林（はやし）立（た）つ」のように主述構造に訓読できるが、「林のようにそびえたつ」と比喩の意味で解釈することの方が多く、修飾構造に分類される[47][48]。また、「口授（こうじゅ、kǒushòu）」は「口（くち）でもって授（さづ）く」のように訓読する。このように手段・道具・資格などを表すものも修飾構造に分類される[47]。
- 「毎事（まいじ、měishì）」は「事（こと）毎（ごと）に」と返読するが、この「毎」は「逐指語」と呼ばれる一種の指示語であり、修飾構造に分類される[49]。
- 「持久（じきゅう、chíjiǔ）」などの語は「持（ま）つこと久（ひさ）し」のように動詞を主語にもつ文として訓読でき、主述構造に分類できる[50]。
- 「多少（たしょう、duōshǎo）」が単に「多い」という意味になることがあるように、対義語を並列させた漢語の中には、一方の意味を強調するために相反する文字を並べるものがある。
- 「年年（ねんねん、niánnián）」のように同じ字を重ねた畳語は、並立構造とすることもあるが、多くは後述の連綿語の一種であるとされる。
- 「矯正（きょうせい、jiǎozhèng）」、「征服（せいふく、zhēngfú）」は、それぞれ「矯（た）めて正（ただ）す」、「征（う）ちて服（したが）はす」のように訓読される。このような熟語は並列型に分類されることもあるが、専門的には前の字が原因、後ろの字が結果となる因果関係、あるいは述語・補語関係を示すものと分析されており、「動補構造」と称することがある[48]。
- 「借用（しゃくよう、jièyòng）」（訓読は「借（か）りて用（もち）いる」）のように、複数の動詞句が連なっているとみなせるものは「連動構造」と呼び、並列構造と区別することがある。
- 「所得（しょとく、suǒdé）」は「得（う）る所（ところ）」と訓読する。特殊な補足構造の一種、あるいは認定構造の一種と解釈される。
- 「降雨（こうう、jiàngyǔ）」、「多雨（たう、duōyǔ）」などは、それぞれ「雨（あめ）降（ふ）る」、「雨（あめ）多（おほ）し」と訓読できるように、「述語+主語」のような構造になっているが、補足型に分類されることが多い[51][44]。このように存在・出現・消失などを表す熟語を「存現構造」などと分類することもできる。
- 否定語が前についた、「不動（ふどう、bùdòng）」、「不詳（ふしょう、bùxiáng）」、「未開（みかい、wèikāi）」、「非常（ひじょう、fēicháng）」、「無類（むるい、wúlèi）」、「勿論（もちろん、wù lún）」などは、それぞれ「動（うご）かず」、「詳（くは）しからず」、「未（いま）だ開（ひら）かず」、「常（つね）に非（あら）ず」、「類（たぐひ）無（な）し」「論（あげつら）ふ勿（な）かれ」と訓読され、いずれも補足構造（存現構造）もしくは認定構造のどちらかに分類可能である[52]。逆に「成否（せいひ、chéngfǒu）」[例 1]、「安否（あんぴ、ānfǒu）」[例 2]のように否定語が後にくる例もある。「否」は疑問を表す助辞なので、訓読は「成（な）るや否（いな）や」「安（やす）きや否（いな）や」のようになる。
- 後ろに文法的な虚辞のついた「決然（けつぜん、juérán）」、「欠如（けつじょ、qiànrú）」、「確乎（かっこ、quèhū）」、「卒爾（そつじ、cùěr）」などは訓読しづらい[48]。後述の「附加型」とみなすこともできる。同様に「昔者（せきしゃ、xīzhě）」の「者」、「冷却（れいきゃく、lěngquè）」の「却」なども虚辞とみなされることがある。
- 故事において象徴的な字を抽出してできた「矛盾（むじゅん、máodùn）」、「助長（じょちょう、zhùzhǎng）」、「白眉（はくび、báiméi）」などのいわゆる成語は特定の意味を持った俚諺や格言として引用されることが多い（#俚諺や格言としての熟語を参照）。またこれに関連して「演繹（えんえき、yǎnyì）」、「経済（けいざい、jīngjì）」など、近代に新漢語として造語された一部の熟語にも古い漢籍に出典がみられるものがある（#和製漢語と新漢語を参照）。一般にこういった語は熟合度（イディオム性）が高く、字面から意味を推測することが難しい。このような語こそが真の熟語であるという見方もある。

### 漢熟語の展開

#### 白話・現代中国語における接辞
語調を整えるのみの音節も好んで表記する白話や現代中国語において、単独で単語にならない漢字も少なくない。このような漢字は一般に接頭辞あるいは接尾辞として扱うことができる。これに類する熟語を「附加型」などと総称することもある。
例えば白話や現代中国語においては、トラは「老虎（lǎohǔ）」、ゾウは「大象（dàxiàng）」と表記する。「老」「大」は語調を整える接頭辞を表現した漢字であり、「老いている」「大きい」という元の字義は失われている。
同様の接尾辞で代表的なものに「帽子（màozi）」における「子」などがある。「子」がつく語は「帽子（ぼうし）」のように日本語に流入したものも多い。「振子（ふりこ、しんし）」のように「子」を訓読みする語も存在する。なお、「辛子（からし）」の「し」は日本語の形容詞「から・し」の活用語尾を語源としており、「子」の字はあて字である。
なお、厳密には上記のように意味を失った接辞とは異質なものであるが、正確性が重んじられる近現代の文章には、「弾性（tánxìng）」における「性」、「旧式（jiùshì）」における「式」、「真的（zhēnde）」における「的」など意味を附加させる漢字も多く用いられる。これらの漢字は抽象的な語彙を造語する上で便利がよく、日本語にもよく定着し、後述の新漢語（和製漢語）を造語する上でも多く模倣されている。

#### 3字以上の熟語と省略
以上のような漢熟語の構造は、原則的に3字以上の熟語に対してもよく適用することができ、複合規則が適用されれば際限なく長い単語を作ることができる（#熟語の複合も参照）。一方で、漢語は2字で安定するという性質があるため、長い漢熟語は2字の単位に分割できることが多い。例えば三字熟語は二字熟語に、意味を付加させる漢字を1字加えたものが多く、四字熟語は、二字熟語を重ねたものが圧倒的である。ただし、形式的には2字の単位に分割できるものでも、「顕微鏡」における「顕微」、「沖積平野」における「沖積」など、実際には日本語として単独で用いられにくい成分をもつ漢熟語の存在が指摘されることもある。日本語の「国際」にいたっては、ほぼ完全に造語成分として機能する漢熟語であるという。
また長い熟語は、2字ないし3字程度に省略されることもある。例えば「流行性感冒（りゅうこうせいかんぼう、liúxíngxìnggǎnmào）」は、しばしば「流感（りゅうかん、liúgǎn）」と省略される。また、「青年」と「少年」を合して、「青少年（せいしょうねん、qīngshàonián）」とするなど、かばん語に類する形態をもつ語も存在する。

#### 連綿語と借用語
擬態語や借用語を表記する際には、1字1語の原則が崩れ、2字以上で表記されることがある。特に連綿語と呼ばれる擬態語や、梵語や西域諸言語に由来する借用語は、古くから漢籍に登場し、語彙として定着している。言語学者の林四郎は、このような漢字の配列を「癒着」と呼び、表記に漢字を使用する必要のない語として分類している。
連綿語の例
- 堂堂（どうどう、tángtáng） - 完全畳語
- 朦朧（もうろう、ménglóng） - 畳韻語
- 髣髴（ほうふつ、fǎngfú） - 双声語

借用語の例
- 喇叭（らっぱ、lǎbā） - 梵語由来
- 葡萄（ぶどう、pútáo） - 西域諸言語由来
- 幾何（きか、jǐhé） - 西洋語由来（#和製漢語と新漢語を参照）
- 寿司（すし、shòusī） - 日本語のあて字由来（#和製漢語と新漢語を参照）

#### ぎなた読み
「すぐさま」という意味の「間髪をいれず」という成句は、「間不容髪」という故事がその由来であり、「かん・はつをいれず」と読むのが正しい。しかし、語句を区切るところを誤り、しばしば「かんはつ・をいれず」あるいは「かんぱつ・をいれず」のようないわゆる「ぎなた読み」をされるせいで、あたかも「間髪（かんはつ／かんぱつ）」という熟語が存在するかのように誤認されることが多い。なお似た意味をもつ和製漢語に「間一髪（かんいっぱつ）」がある。

#### 和製漢語と新漢語
日本人が漢字の字音を組み合わせて独自に用いてきたいわゆる和製漢語は、自然発生的に生じた比較的古いものと、もっぱら近代以降に西洋の概念を表すため造語した新しいものの2種類に大別できる。
前者は、「悪霊（あくりょう）」のように漢字の字義を組み合わせて発生した語も存在するが、これに類する語はむしろ少数であり、「世話（せわ）」（和語の「忙（せわ）しい」から）、「油断（ゆだん）」（和語の「寛（ゆた）に」から）のようなあて字から生まれたものや、「大切（たいせつ）」（「大（おほ）いに切（せ）まる」から）、「立腹（りっぷく）」（「腹を立てる」から）のように日本語の表現を字音語に転換したものなど、字義との関連が至極不透明な語が多く、熟語の構造として変則的なものが目立つ。
後者は、中国に先駆けて近代化に成功した日本において、日本語の語彙で不足していた西洋における学術用語を翻訳するために新たに創作された語彙のことであり「和製新漢語」「翻訳漢語」などと総称されることもある。もちろん中国においても同様の新漢語（華製新漢語）は19世紀以降活発に生み出されており、和製新漢語と相互に影響を与え合っていたと考えられる。
これらの和製新漢語の造語の方法としては、以下のようなものが挙げられる。
- 漢籍から関連する語を引用する - （例）“deduction” → 「演繹」（朱熹『中庸章句序』の「更互演繹、作為此書」）
- 漢籍から得られる概念を抽出する - （例）“economy” → 「経済」（王通『文中子礼楽篇』の「皆有經濟之道、謂經世濟民」など）
- 華英辞書（中国語版）などで暫定的に漢訳された語（華製新漢語）を借用する - （例）“protection” → 「保護」
- 漢語式に音写する - （例）“蘭: lympha” → 「淋巴」
- 漢語式に直訳する - （例）“lead pencil”もしくは“独: Bleistift” → 「鉛筆」
- 漢語式に意訳する - （例）“beer” → 「麦酒」
- それでも適訳のない場合、ゼロから造語する - （例）“蘭: nerve” → 「神経」（「神気の経絡」から）

これらに属する語は、漢語の字義や造語規則によく合致しており、日本だけではなく、中国や他の漢字文化圏においても借用されているものが多い。
一方で、これらの語は本来は西洋的な思想を表現する上で使用する言葉であり、その文脈についての深い理解がない限り、これらの語を十分に咀嚼することは難しいという。例えば、和製漢語である「概念」という語は、「概」と「念」という2字の字義を詮索しても、その内容を理解することは難しいと、哲学者・評論家の加賀野井秀一は指摘している。

#### 漢字制限政策による新語
日本では、第二次世界大戦前後にいわゆる「国語改革」を推進し、公文書や一般社会で用いる漢字を当用漢字の範囲に制限した影響で、「涜職」（とくしょく）、「梯形」（ていけい）など当用漢字外を含む熟語の代用として、「汚職」（おしょく）、「台形」（だいけい）などの新語が誕生した。これらの新語は他の漢字圏では通用しない語も多く、いわゆる空似言葉として誤訳などを招きやすい語彙とされる。

### 日本語の語彙体系としての熟語

#### 和語の語構成
漢語が孤立語（分析的言語、analytic language）に分類される古い中国語を準用しているのとは対照的に、固有の日本語は膠着語、すなわち総合的言語（synthetic language）としての性格が強い。ゆえに複数の語の結合に助詞を伴うことの多い分だけ和語における複合語の語構成はかなり素直であり、文法的にある程度複雑な分析を伴う漢語と対照的である。例として漢字2字の結合で表記される和語の類型を以下に簡単に示す。
|          | 例       | 漢字表記 | 備考 |
| -------- | -------- | -------- | --- |
| 修飾構造 | ひなわ   | 火縄     | 上の名詞「ひ（火）」が下の名詞「なわ（縄）」を修飾している。                                             |
| 修飾構造 | おおくら | 大蔵     | 上の形容詞「おおきい（大きい）」の語幹が下の名詞「くら（蔵）」を修飾している。                           |
| 修飾構造 | ひきがね | 引金     | 上の動詞「ひく（引く）」の連用形が下の名詞「かね（金）」を修飾している。                                 |
| 並列構造 | のやま   | 野山     | 名詞「の（野）」と名詞「やま（山）」を並列している。                                                     |
| 並列構造 | おいなげ | 負投     | 動詞「おう（負う）」の連用形と動詞「なげる（投げる）」を並列して一つの語としている。活用は下の語に従う。 |

#### 和語まで拡大した分類と心理言語学
日本語においては和語を含んだ語も熟語であると認識されている（漢字語）。しかし、和語同士の複合、和漢混淆語、一部の和製漢語、あるいは口語における新語などは、本来の漢字の結合規則からかなり外れていることが多い。
和語の漢字表記語は、日本語の語彙として「狼男（おおかみおとこ）」のように漢字間の関係が即座に理解できるものとは限らず、例えば「赤恥（あかはじ）」における「赤」などのように特殊な機能をもつ形態素も少なくない。和語に限らず、字音語についても、「格段（かくだん）」のように読み下しが困難な語や、「横柄（おうへい）」のように語源を無視した用字の語の存在も厄介である。
また用字が適切であったとしても、「酒造（しゅぞう）」などの語は、漢語文法的には「造酒」としなければ「酒を造る」という意味にならない。「雰囲気（ふんいき）」などにいたっては、漢語文法の範疇ではほとんど解釈不能であるという（中国語では「気氛（qìfēn）」という）。塩田雄大は、熟語の構成は日本語の語順に従うほうが伝わりやすいことを指摘している。
このような熟語に関して、日本語話者が形態素文字たる漢字をいかに組み合わせるかという問題として研究されており、もっぱら認知心理学や心理言語学における語彙化（lexicalisation）の過程で説明されることが多い。
例えば、「激」という漢字は「はげしく」という意味が意識され、「激写」「激白」「激愛」などという新語が次々とうまれつつある。このような造語性のある漢字は、心理言語学における「軸語」という用語と比較され、しばしば「軸字」などと称されることもある。

#### 熟語と辞典
非日本語話者が日本語の文章を読む際などに、ある種の熟語の存在がときとして障害となる場合がある。日本語の語について調べる際に通常用いるであろう、いわゆる国語辞典は、五十音など発音から語を探させるものが大多数であり、熟語の読み方がわからない限り、その語にたどり着くことが困難だからである。漢和辞典は、漢字を元に語を検索することが比較的容易であるが、本来の漢和辞典は中国典籍（漢籍）を根拠とした古い漢語の意味を説明することを目的としており、和語の漢字表記語や新漢語を調べるのには適さない。例えば、「おんなごころ」の漢字表記である「女心」はごく基本的な漢字のみを用いた熟語であるが、その読み方が分からなかった場合、国語辞典からこの語は見つけにくいだろうし、この語が純粋な和語であるため、漢和辞典でこの語を収録するものは少数であろう。高島俊男は、漢和辞典は、日本語の辞典としても現代中国語の辞典としても扱いづらいものとして、妖怪「ぬえ」になぞらえている。

## 俚諺や格言としての熟語
「熟語」という語は、日本において近代以前の文献には既に登場しているという。例えば、17世紀に著された日葡辞書には“Iucugo”の項目があり、「2つ以上の字が集まったもので、中国や日本で金言などとして用いられるもの」という意味で定義しているという。
現在、日本において俚諺や格言（金言）として慣用される語のうち漢字のみから構成される語は、「杞憂（きゆう）」「破天荒（はてんこう）」「臥薪嘗胆（がしんしょうたん）」「温良恭倹譲（おんりょうきょうけんじょう）」などが挙げられる。これに該当する語は、漢籍に由来する語が大多数を占め、故事成語と呼ばれている。これらの語は、それぞれ「杞憂（qǐyōu）」「破天荒（pòtiānhuāng）」「臥薪嘗胆（wòxīnchángdǎn）」「温良恭倹譲（wēnliánggōngjiǎnràng）」のように中国本土・台湾・シンガポールなどの中国語圏においても用例があり、熟語（shúyǔ）と総称されている。

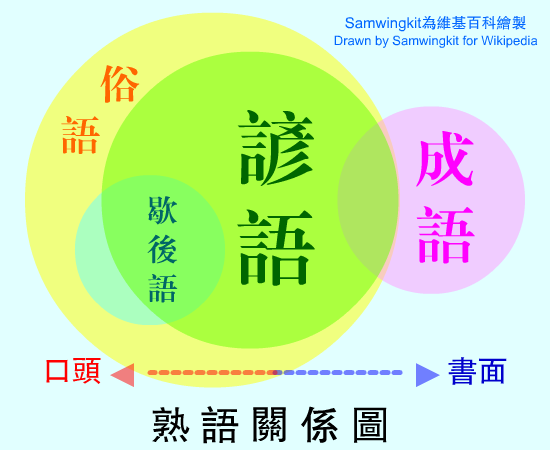
中国語圏で言うところの「熟語」の関係を表した図。これらの区別は曖昧であることが多い。

中国語圏において熟語と総称される語は、以下のようなものに分類できるという。
- 諺語（中国語版）（yànyǔ）[註 13] - ことわざや慣用句
- 俗語（súyǔ）[註 14] - ことわざや慣用句（通俗的なものも含む）
- 歇後語（中国語版）（xiēhòuyǔ）[註 15] - 2つの句からなり、上の句が下の句を類推させる一種のしゃれ言葉
- 成語（chéngyǔ）[註 16] - 古語でよく引用される慣用句。基本的に4字で構成され、出典が明らかなものが多い。

日本でも大正時代前後までは、熟語と言えば、もっぱらこうした語（特に成語）を指す用語であったらしい。しかし、現在の日本においては、俚諺や格言としての意味を含蓄していなくても、漢字のみで構成される語は広く熟語としてみなされることが多い。ただし例外的に「四字熟語」と総称される語は、1980年代後半ごろから、俚諺や格言としての要素をもつ語のみを指すものとして認識されているという。例えば、日本漢字能力検定において、5級で出題される典拠を持たない4字の漢語を「四字の熟語」とし、4級以降で出題される4字の故事成語を「四字熟語」として区別されることがある。

## 脚註

### 註釈
1. ↑  熟语、熟語
2. ↑  复合词、複合詞
3. ↑  合成词、合成詞
4. ↑  骈字、駢字
5. ↑  铅、鉛
6. ↑  笔、筆
7. ↑  「看見」の否定が「看不見kànbùjiàn」となるように、「看」と「見」の関係は文法的に必ずしも同等ではない。現代中国語においては、動詞の「看」に対して「見」は補語になっていると説明される（動補構造）。
8. ↑  本来の和語に漢字をあてたものと考えられる。なお現代中国語では「擺（bǎi）」と一字で表記する。
9. ↑  「おしから（押柄？）」の字音転化が本来の語源と考えられる。
10. ↑  杞忧、杞憂
11. ↑  卧薪尝胆、臥薪嘗膽
12. ↑  温良恭俭让、溫良恭儉譲
13. ↑  谚语、諺語
14. ↑  俗语、俗語
15. ↑  歇后语、歇後語
16. ↑  成语、成語

### 用例
※『大漢和辞典』（大修館書店）に基づく
1. ↑  書経『舜典』疏:「三年一以三年考校其功之成否也。」（大漢和辞典巻五より）
2. ↑  礼記『文王世子』「今日安否何如。」（大漢和辞典巻三より）

## 読書案内
- 神林京子『熟語のひみつ大研究』 3巻、西本鶏介（監修）、ポプラ社〈漢字なんでも大研究〉、1998年4月。ISBN 978-4591056523。2011年4月16日閲覧。